# 舊格維茲傑齊
48°34′53″N 25°15′18″E / 48.58139°N 25.25500°E
舊格維茲傑齊（烏克蘭語：Старий Гвіздець），是烏克蘭的村落，位於該國西部伊萬諾-弗蘭科夫斯克州，由科洛梅亞區負責管轄，始建於1373年，面積2.12平方公里，2001年人口1,178，人口密度每平方公里556.5人。